# Pouan-les-Vallées
Pouan-les-Vallées és un municipi francès situat al departament de l'Aube i a la regió del Gran Est. L'any 2007 tenia 484 habitants.

## Demografia

### Població
El 2007 la població de fet de Pouan-les-Vallées era de 484 persones. Hi havia 194 famílies de les quals 48 eren unipersonals (20 homes vivint sols i 28 dones vivint soles), 75 parelles sense fills, 63 parelles amb fills i 8 famílies monoparentals amb fills.
La població ha evolucionat segons el següent gràfic:
Habitants censats

### Habitatges
El 2007 hi havia 229 habitatges, 194 eren l'habitatge principal de la família, 15 eren segones residències i 20 estaven desocupats. 226 eren cases i 1 era un apartament. Dels 194 habitatges principals, 173 estaven ocupats pels seus propietaris, 18 estaven llogats i ocupats pels llogaters i 3 estaven cedits a títol gratuït; 5 tenien dues cambres, 20 en tenien tres, 48 en tenien quatre i 122 en tenien cinc o més. 146 habitatges disposaven pel capbaix d'una plaça de pàrquing. A 73 habitatges hi havia un automòbil i a 105 n'hi havia dos o més.

### Piràmide de població
La piràmide de població per edats i sexe el 2009 era:
| Homes | Edats   | Dones |
| ----- | ------- | ----- |
| 0     | 95 o +  | 0     |
| 0     | 90 a 94 | 0     |
| 8     | 85 a 89 | 12    |
| 0     | 80 a 84 | 0     |
| 4     | 75 a 79 | 4     |
| 12    | 70 a 74 | 4     |
| 16    | 65 a 69 | 20    |
| 8     | 60 a 64 | 12    |
| 20    | 55 a 59 | 12    |
| 16    | 50 a 54 | 24    |
| 20    | 45 a 49 | 24    |
| 20    | 40 a 44 | 16    |
| 16    | 35 a 39 | 8     |
| 16    | 30 a 34 | 8     |
| 8     | 25 a 29 | 12    |
| 4     | 20 a 24 | 0     |
| 12    | 15 a 19 | 16    |
| 12    | 10 a 14 | 16    |
| 4     | 5 a 9   | 8     |
| 8     | 0 a 4   | 12    |

## Economia
El 2007 la població en edat de treballar era de 287 persones, 222 eren actives i 65 eren inactives. De les 222 persones actives 207 estaven ocupades (108 homes i 99 dones) i 15 estaven aturades (8 homes i 7 dones). De les 65 persones inactives 29 estaven jubilades, 17 estaven estudiant i 19 estaven classificades com a «altres inactius».

### Ingressos
El 2009 a Pouan-les-Vallées hi havia 198 unitats fiscals que integraven 524 persones, la mediana anual d'ingressos fiscals per persona era de 18.792 €.

### Activitats econòmiques
Dels 24 establiments que hi havia el 2007, 1 era d'una empresa de fabricació d'altres productes industrials, 5 d'empreses de construcció, 4 d'empreses de comerç i reparació d'automòbils, 4 d'empreses de transport, 1 d'una empresa d'hostatgeria i restauració, 2 d'empreses financeres, 3 d'empreses de serveis, 1 d'una entitat de l'administració pública i 3 d'empreses classificades com a «altres activitats de serveis».
Dels 3 establiments de servei als particulars que hi havia el 2009, 1 era un paleta i 2 guixaires pintors.
L'any 2000 a Pouan-les-Vallées hi havia 17 explotacions agrícoles que ocupaven un total de 1.518 hectàrees.

## Equipaments sanitaris i escolars
El 2009 hi havia una escola elemental integrada dins d'un grup escolar amb les comunes properes formant una escola dispersa.

## Poblacions més properes
El següent diagrama mostra les poblacions més properes.